# Dicranota subtilis
Dicranota subtilis är en tvåvingeart som beskrevs av Friedrich Hermann Loew 1871. Dicranota subtilis ingår i släktet Dicranota och familjen hårögonharkrankar. Arten är reproducerande i Sverige. Inga underarter finns listade i Catalogue of Life.